# Франс Кордова
Франс Кордова (фр. France Anne-Dominic Córdova; нар. 5 серпня 1947, Париж, Франція) — американська діячка науки та вищої школи, астрофізик. З 2014 року директор Національного наукового фонду. Емерит-президент Університету Пердью і емерит-канцлер Каліфорнійського університету в Ріверсайді, екс-віцеканцлер Каліфорнійського університету в Санта-Барбарі, екс-шеф-вчена НАСА, також працювала в Університеті штату Пенсильванія і Лос-Аламоській національній лабораторії, заслужений професор, National Associate of the National Academies.

## Біографія
Латиноамериканка. Виросла в Каліфорнії в багатодітній родині — старшою з 12 дітей; батько — мексикано-американець Фредерік Кордова, мати — ірландка-американка Джоан Макгіннес; сім'я повернулася з Європи в США в 1953 році.
Закінчивши Стенфордський університет (бакалавр англійської мови cum laude, 1969), зайнялася журналістикою, співпрацювала в LA Times. У 1979 році отримала ступінь доктора філософії з фізики в Каліфорнійському технологічному інституті, перед тим попрацювавши там і в MIT. Потім працювала астрофізиком в Лос-Аламоській національній лабораторії, досліджуючи білі карлики і пульсари, досягла там посади заступниці груп-лідера з астрономії та астрофізики (в 1988 році). Там же познайомилася і одружилася з  Крістіаном Фостером. У 1989—1993 рр. професорка і завідувачка кафедри астрономії та астрофізики Університету штату Пенсильванія. 
У 1993—1996 рр. шеф-вчена НАСА, наймолодша і перша жінка на цій посаді. З 1997 року професор фізики і віцеканцлер з досліджень Каліфорнійського університету в Санта-Барбарі, а з 2002 року канцлер Каліфорнійського університету в Ріверсайді. З 2007 року президент Університету Пердью, з 2012 року емерит-президент.
Була головою Ради регентів Смітсонівського інституту (з 2012, член з 2009), піклувальницею Клініки Майо, членом Національної наукової ради, входила до ради директорів Science Applications International Corporation. Член Американської академії мистецтв і наук, фелло Американської асоціації сприяння розвитку науки і Association for Women in Science.
Відзначена вищою відзнакою НАСА — медаллю NASA Distinguished Service Medal (1996), Kilby International Award (2000), Distinguished Alumna Стенфорду (2007), Citation for Leadership and Achievement від Council for Scientific Society Presidents (2018), введена в Зал слави лідерства в STEM журналу US News (2018). Удостоєна кількох почесних докторських ступенів.
Опублікувала понад 150 наукових робіт.
Одружена з Крістіаном Фостером, має двоє дітей.